# Sofija Pekić
Sofija Pekić (in serbo Софија Пекић?; Lovćenac, 15 febbraio 1953) è un'ex cestista jugoslava.

## Carriera
Con la Jugoslavia ha disputato i Giochi olimpici di Mosca 1980 e quattro edizioni dei Campionati europei (1976, 1978, 1980, 1981).